# Mihail Florescu (general)
Mihail Florescu (n. 1871 – d. 1947) a fost un general român.
În perioada 1 octombrie 1929 - 1 iulie 1931 generalul de divizie Mihail Florescu a fost comandantul Corpului de Grăniceri.